# Iridosornis rufivertex
La tangara coronidorada (en Ecuador) (Iridosornis rufivertex), también denominada  frutero cabecidorado (en Venezuela), musguerito paramuno (en Colombia), tangara de cabeza dorada (en Perú) o frutero de cabeza dorada, es una especie de ave paseriforme de la familia Thraupidae, perteneciente al  género Iridosornis. Es nativa de regiones andinas del noroeste de Sudamérica.

## Distribución y hábitat
Se distribuye de forma disjunta a lo largo de la cordillera de los Andes desde el extremo suroeste de Venezuela (suroeste de Táchira), por las tres cadenas de Colombia, por Ecuador (en parte tanto a occidente como a oriente de los Andes), hasta el extremo norte de Perú (Cajamarca).
Esta especie es considerada bastante común en sus hábitats naturales: el estrato bajo de bosques de alta montaña y sus bordes, hasta la línea de árboles, principalmente entre los 2500 y 3500 m de altitud.

## Sistemática

### Descripción original
La especie I. rufivertex fue descrita por primera vez por el naturalista francés Frédéric de Lafresnaye en 1842 bajo el nombre científico Arremon rufi-vertex; su localidad tipo es: «Bolivia, error; enmendado para: Bogotá región de los Andes orientales, Colombia».

### Etimología
El nombre genérico masculino «Iridosornis» se compone de las palabras griegas «iris»: arco iris, y «ornis»: pájaro; en referencia al colorido de las especies; y el nombre de la especie «rufivertex» se compone de las palabras latinas «rufus»: rojizo, y «vertex»: corona de la cabeza.

### Taxonomía
Los amplios estudios filogenéticos recientes demuestran que la presente especie es hermana de Iridosornis reinhardti, y el par formado por ambas es hermano de Iridosornis jelskii.

### Subespecies
Según las clasificaciones del Congreso Ornitológico Internacional (IOC) y Clements Checklist/eBird v.2019 se reconocen cuatro subespecies, con su correspondiente distribución geográfica:
- Iridosornis rufivertex caeruleoventris Chapman, 1915 – Andes occidentales y centrales del noroeste de Colombia.
- Iridosornis rufivertex ignicapillus Chapman, 1915 – Andes occidentales y centrales del suroeste de Colombia.
- Iridosornis rufivertex rufivertex (Lafresnaye), 1842 – Andes del suroeste de Venezuela, Andes orientales de Colombia, pendiente oriental de Ecuador, norte de Perú.
- Iridosornis rufivertex subsimilis J.T. Zimmer, 1944 – pendiente del Pacífico de los Andes del oeste de Ecuador.